# Otto-Brenner-Stiftung
Die Otto-Brenner-Stiftung (OBS) (in eigener Schreibweise: Otto Brenner Stiftung) ist eine gemeinnützige Stiftung des bürgerlichen Rechts der Gewerkschaft IG Metall zum Zweck der Förderung von Wissenschaft und Forschung. Ihr Sitz ist in Frankfurt am Main, in Berlin hat sie eine Außenstelle.

## Geschichte

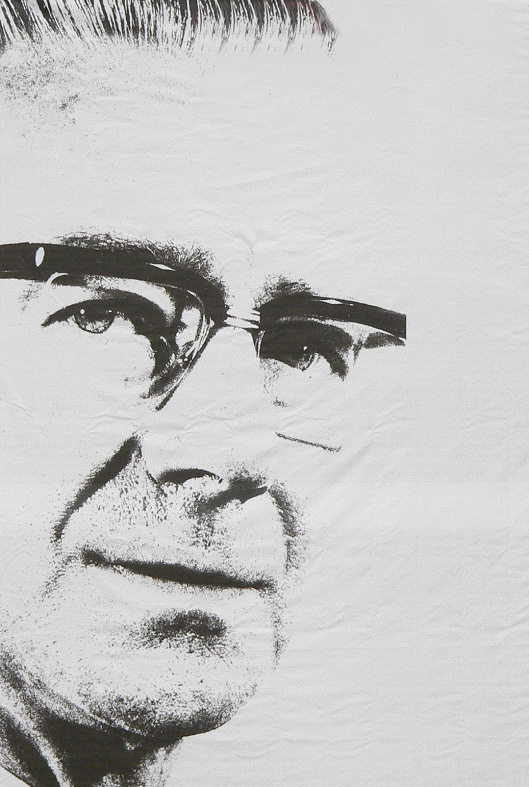
Otto Brenner

Die nach dem ehemaligen 1. Vorsitzenden der IG Metall benannte OBS wurde kurz nach dem Tod Otto Brenners 1972 gegründet.
In den Anfangsjahren förderte sie vor allem arbeitsrechtliche Publikationen. Durch die deutsche Einheit flossen ihr 1997 Mittel aus dem Liquidationserlös der IG Metall der DDR zu, weshalb der Stiftungszweck um neue Arbeitsschwerpunkte ergänzt wurde. Dies führte zur verstärkten Förderung von Projekten zu ostdeutschen Fragestellungen. Im Jahr 2004 wurden die Mittel der Stiftung durch die IG Metall nahezu verdoppelt, sodass die Themenfelder der Stiftungsarbeit erneut ausgeweitet werden konnten.

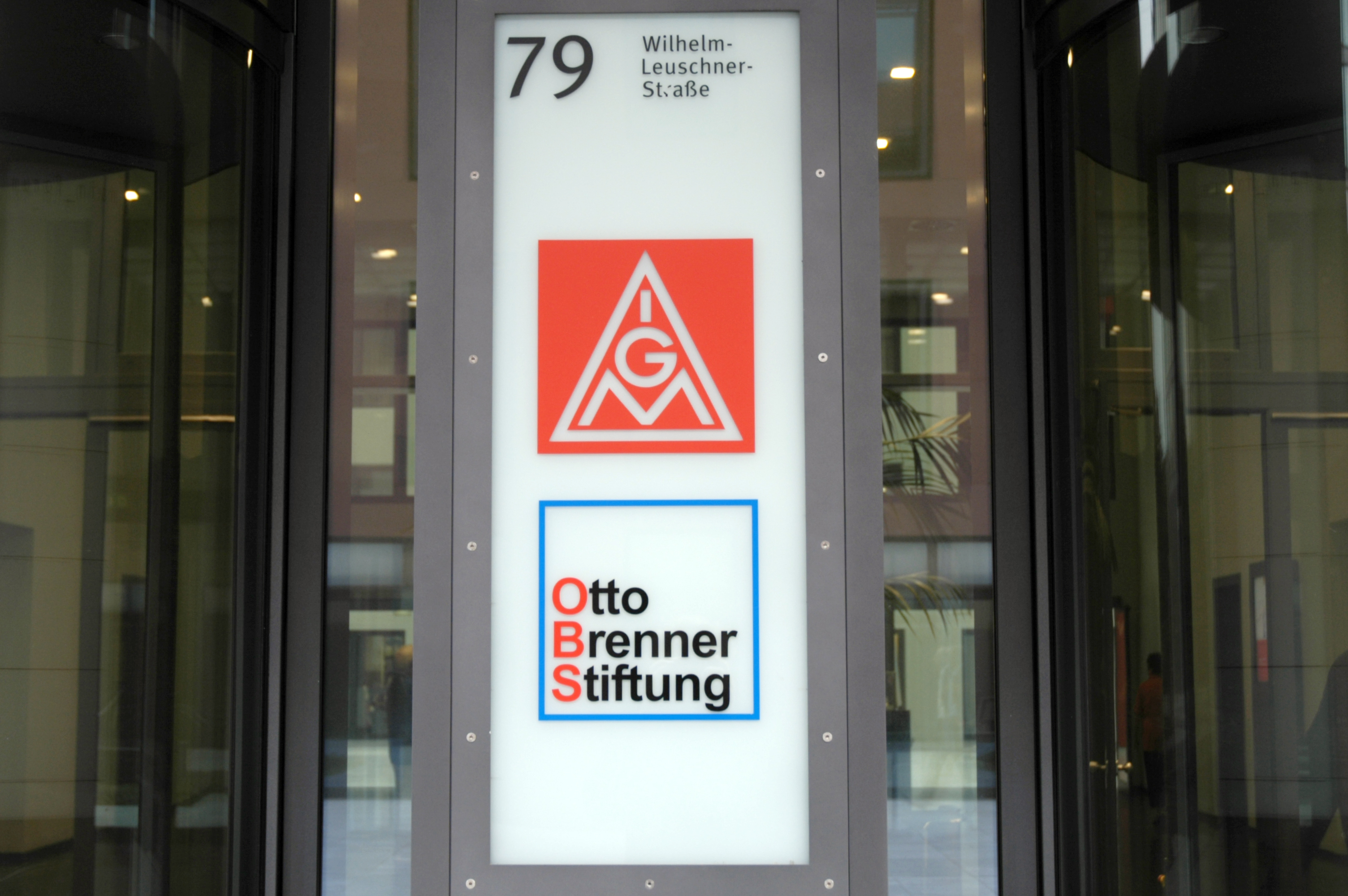
Vorstandsverwaltung der IG Metall

Hugo Sinzheimer Institut für Arbeitsrecht
Das Hugo Sinzheimer Institut für Arbeitsrecht (HSI) wurde am 29. April 2010 in Frankfurt am Main zunächst als Teil der Otto Brenner Stiftung eröffnet. Seit 1. Januar 2018 gehört das HSI zur Hans-Böckler-Stiftung. Es steht in der Tradition Hugo Sinzheimers, der als Rechtswissenschaftler, Rechtspraktiker, Rechtspolitiker und Soziologe unterschiedlichste Perspektiven auf das Arbeitsrecht vereinte.
Arbeitsfelder des Instituts sind u. a. Fragen eines angemessenen Arbeitnehmerdatenschutzes, des arbeitsrechtlichen Kündigungsschutzes, der Stärkung der Tarifvertragsparteien, der Tarifbindung und der betrieblichen Mitbestimmung.
Von 1996 bis 2003 wurde der Hugo-Sinzheimer-Preis durch die OBS vergeben. Seit der Gründung des HSI wird der Preis durch das Institut vergeben. Er ist Hugo Sinzheimer gewidmet, der die Arbeitsverfassung in Deutschland entscheidend geprägt hat. Der mit 3.000 € dotierte Preis wird für an einer deutschsprachigen Universität abgeschlossene, arbeitsrechtliche Dissertationen vergeben, die nach Ansicht der Jury des Preises herausragend sind.

## Die OBS heute
Die Otto-Brenner-Stiftung versteht sich als Wissenschaftsstiftung und „kritisches gesellschaftspolitisches Forum, das sich mit der sozialen und wirtschaftlichen Entwicklung Deutschlands und Europas auseinandersetzt“. Anspruch der OBS soll es sein, im Rahmen "gezielter Projektförderung Arbeit und Wirken Otto Brenners fortzuführen". Das Leitmotiv soll dabei Brenners Grundsatz, "dass die Wirtschaft der Gesellschaft dienen solle und nicht umgekehrt" darstellen.
Finanziert wird die Arbeit der Otto Brenner Stiftung aus Erträgen des Stiftungsvermögens sowie Spenden von Dritten oder Zuwendungen der IG Metall. Da die Otto Brenner Stiftung gemeinnützig ist, werden der Öffentlichkeit alle Forschungs- und Projektergebnisse unentgeltlich zugänglich gemacht, meist in Form von eigenen Publikationen auf der Website der Stiftung.
Die Schwerpunkte der Stiftungsarbeit speisen sich aus einer Vielzahl satzungsrechtlicher Vorgaben und lassen sich heute in vier Themengebiete gliedern:
- Medienkritik und Medienpolitik
- Zivilgesellschaft und Demokratie
- Gewerkschaften, Arbeit und Globalisierung
- Ost- und Westdeutschland

Neben der Konzeption und Realisierung wissenschaftlicher Projekte bearbeitet die Stiftung diese Themenfelder auch durch kulturelle Veranstaltungen, Bildungsveranstaltungen und Seminare, durch die Zusammenarbeit mit Vereinen und Bildungsträgern und die Vergabe des Otto Brenner Preises für kritischen Journalismus.

### Stiftung Neue Länder (SNL)
Die SNL ist eine nichtrechtsfähige Stiftung in Verwaltung der OBS. Stiftungszweck soll die Förderung arbeitsmarktpolitischer Vorhaben in den neuen Bundesländern sein. Der Stiftungszweck soll insbesondere durch die Förderung von Maßnahmen und Projekten verwirklicht werden
- welche der Verbesserung der Beschäftigungs- und Ausbildungssituationen dienen
- die für die Teilnehmenden Mobilisierungs- und Qualifizierungseffekte haben und deren Chancen auf dem Ersten Arbeitsmarkt erhöhen
- die eine Verbesserung der allgemeinen arbeitsmarktpolitischen Lage in den neuen Ländern zum Ziel haben

Zusätzlich sollen Maßnahmen aus dem Sozialgesetzbuch und dem Europäischen Sozialfonds ebenso wie wissenschaftliche Veranstaltungen und Forschungsvorhaben im Rahmen des Satzungszweckes unterstützt werden.

## Otto-Brenner-Preis
Der Otto-Brenner-Preis ist ein Journalistenpreis und wird seit 2005 jährlich durch die OBS vergeben.

## Studien der OBS und ihre Rezeption
Die OBS veröffentlicht geförderte Projekte als Arbeitsheft oder Arbeitspapier. Beide Publikationsformate sind online verfügbar, Arbeitshefte auch in gedruckter Form.

### Studie zu ARD und dpa
Im März 2010 veröffentlichte die OBS eine Studie, welche die Berichterstattung der Medien über die Finanzkrise ab 2007 untersuchte. In dieser attestierten die Autoren der ARD und der dpa ein „eklatantes journalistisches Versagen“. Die dpa würde bei der Finanzmarktpolitik der Interpretationslinie der Regierung derart folgen, „wie der Autofahrer im Nebel dem weißen Mittelstreifen“. Sie hätten zudem „selten und wenn, dann nur unzureichend Zusammenhänge hergestellt“.
Die Chefredaktion der dpa kritisierte die Studie; sie würde „zahlreiche falsche und irreführende Behauptungen“ enthalten. So seien „Korrespondentenberichte, dpa-Gespräche, Hintergründe oder Chronologien […] ausdrücklich nicht untersucht“ worden. Stattdessen stütze sich die „gesamte Untersuchung nur auf so genannte ‚Zusammenfassungen‘“. Hinzu komme noch, dass sich die Untersuchung auf „einem Kanon von […] 212 Meldungen“ in einem Zeitraum von 10 Jahren stützen würde. Der dpa-Basisdienst bestehe jedoch aus „etwa 800 Meldungen am Tag, im Untersuchungszeitraum also aus mehr als 2,5 Millionen Meldungen“. Es würden nur die Passagen zitiert, die gerade „passen“ würden.
Die Autoren der Studie, Hans-Jürgen Arlt und Wolfgang Storz, reagierten auf die dpa-Meldung mit einer Stellungnahme, in der sie die Vorwürfe zurückwiesen.

### Studie zu SWR und NDR
Im September 2013 veröffentlichte die OBS eine Studie, welche die Fernsehprogramme des SWR und des NDR untersuchte. Im Vorwort der Studie – welches vom Geschäftsführer der OBS verfasst wurde – wird die Behauptung aufgestellt, dass diese eine „Boulevardisierung“ der Rundfunkanstalten feststelle, welche ein „Ausmaß erreicht, das in etwa dem der privaten Konkurrenz“ entspreche. So würde etwa der Sendebetrieb nur durch hohe Wiederholungsraten aufrechterhalten werden, während die Informationsanteile tatsächlich deutlich niedriger als angegeben ausfallen würden.
SWR und NDR übten an dieser Darstellung Kritik. Die Bewertungen im Vorwort der Otto-Brenner-Studie würden keine Belege in der von Joachim Trebbe verfassten Studie selbst haben. Tatsächlich würde sie dem SWR bescheinigen, dass über „70 Prozent der Sendungen Informationsendungen seien“. Bei den fernsehpublizistischen Informationen würde der Sender „deutlich über den Anteilswerten für die nationalen öffentlich-rechtlichen und privaten Programme“ liegen. Der NDR wies zudem darauf hin, dass die norddeutsche Bevölkerung das Programm in repräsentativen Umfragen als informativ (88 Prozent), aktuell, verständlich, im Norden präsent und sachlich (zwischen 87 und 91 Prozent) empfinde.
Die Stiftung wies in einer Pressemitteilung den Vorwurf einer einseitigen Interpretation zurück.

### Studie zur Wikipedia
Im Januar 2014 veröffentlichte die OBS eine Studie des Journalisten Marvin Oppong, welche zu dem Ergebnis kam, dass „PR und Manipulation“ in Wikipedia „allgegenwärtig“ seien. Insbesondere „Unternehmen, [...] Verbände, Parteien und Einzelpersonen“ würden versuchen „auf die verschiedensten Arten und Wege, ihr Bild in der Öffentlichkeit durch Eingreifen in die Artikel der Online-Enzyklopädie zu schönen“. Als Fazit beschreibt Oppong, dass die „Wikipedia-Community [...] des Problems nicht selbst Herr zu werden“ vermag. Zudem beschreibt er zehn Lösungsvorschläge.
Im Februar 2014 untersuchte die Arbeitsstelle Wiki-Watch der Europa-Universität Viadrina die Aussagefähigkeit der Studie. Sie kam zu dem Fazit, dass sie „wilde Spekulationen, gezielte Auslassungen und wenig Neues“ biete. Oppong scheine sich „bewusst dafür entschieden zu haben, es nicht allzu genau zu nehmen und das Thema Verdeckte PR in Wikipedia zu skandalisieren“. So seien beispielsweise bestimmte Forderungen wie „verifizierte Benutzer“ seit Jahren umgesetzt. Auch der Vorwurf gegen einen bekannten Wikipedia-Benutzer, er würde bezahlt und/oder im eigenen Interesse editieren, sei „reine Spekulation“. Die Änderungen gingen „nicht über das hinaus, was jeder andere Autor in Wikipedia auch tut“. Kritisiert wird des Weiteren, dass „in den meisten Medien [...] die Ergebnisse der Studie nahezu kritiklos übernommen [wurden], ohne sie im Einzelnen zu hinterfragen“. Auch die Wikipedia-Community selbst würde die Studie sehr kritisch sehen: „Oppong gehe es allein darum, einen Skandal herbeizuschreiben. Die Studie leide an zahlreichen sachlichen Fehlern. Die Recherche sei auf dem Stand von vor 2 oder 3 Jahren.“
Der Politikwissenschaftler und Wikipedia-Administrator Dirk Franke beurteilte die Debatte als wichtig, eine Gefahr für die Qualität oder Neutralität der Artikel sieht er aber nicht. Die Argumente von Oppong hält er für übertrieben. Die entsprechenden Kontrollmechanismen seien ausreichend, zudem gehe es „in der Wikipedia vor allem um klassische Bildungsthemen – nicht um Artikel über Unternehmen, Politiker oder Promis“. Nach Angaben des Sprechers des Vereins Wikimedia Deutschland seien 9 der 10 Vorschläge von Oppong bereits vor der Veröffentlichung der Studie umgesetzt bzw. in Arbeit. Die OBS-Studie bringe deshalb keine neuen Verbesserungsvorschläge vor.

### Studie zu Agenda-Setting
Im April 2019 erschien die Studie „Agenda-Setting bei ARD und ZDF? Analyse politischer Sendungen vor der Bundestagswahl 2017“. Verfasst wurde sie von Marc Liesching und Gabriele Hooffacker von der Hochschule für Technik, Wirtschaft und Kultur Leipzig.

### Studien zu rechtsextremen und autoritären Einstellungen
Seit 2016 fördert die Otto Brenner Stiftung die Leipziger Autoritarismus-Studien (ehemals Mitte-Studien der Universität Leipzig), die die Verbreitung rechtsextremer und autoritärer Einstellungen in der deutschen Bevölkerung seit 2002 untersuchen. Die Studienergebnisse sind regelmäßig Gegenstand öffentlicher Debatten.

### Studien zu Nebeneinkünften von Bundestagsabgeordneten
Seit 2013 veröffentlicht die Stiftung regelmäßig Studien zu den Nebeneinkünften von Bundestagsabgeordneten, die seit 2014 unter dem Namen „Aufstocker im Bundestag“ erscheinen. Die Ergebnisse führten zu Debatten um Lobbyeinflüsse auf das Parlament und zu Forderungen nach der Unterbindung solcher Praktiken.

### Studie zu TV- und youtube-Werbung
Im Mai 2024 veröffentlichte die Stiftung eine Studie zu „klimaschädlicher Werbung“ im Fernsehen und auf youtube. Die Studie formuliert den Vorwurf, dass sogenanntes „Greenwashing“ betrieben werde und stellt im Ergebnis fest, dass die Werbepraxis gegen den Medienstaatsvertrag verstoße.